# Nanaka Kori
Nanaka Kori (jap. 郡 菜々佳, Kori Nanaka; * 2. Mai 1997 in Osaka) ist eine japanische Kugelstoßerin und Diskuswerferin.

## Sportliche Laufbahn
Erste internationale Erfahrungen sammelte Nanaka Kori bei den Juniorenasienmeisterschaften 2016 in der Ho-Chi-Minh-Stadt, bei denen sie mit 15,89 m die Goldmedaille im Kugelstoßen sowie mit 48,04 m die Silbermedaille mit dem Diskus gewann. Anschließend schied sie bei den U20-Weltmeisterschaften in Bydgoszcz in beiden Bewerben in der Qualifikation aus. 2017 belegte sie bei den Asienmeisterschaften in Bhubaneswar mit 15,33 m den vierten Platz mit der Kugel und wurde mit 49,55 m Achte im Diskuswurf. Durch die dopingbedingte Disqualifikation von Manpreet Kaur im Kugelstoßen, rückte Kori nachträglich auf den Bronzerang vor. Zwei Jahre später erreichte sie bei den Asienmeisterschaften in Doha mit 15,68 m erneut den vierten Platz mit der Kugel und mit dem Diskus gelang ihr kein gültiger Versuch. Im Juli schied sie bei der Sommer-Universiade in Neapel mit 50,53 m in der Diskusqualifikation aus, wie auch im Kugelstoßen mit 15,44 m. Anfang Oktober nahm sie an den Weltmeisterschaften in Doha teil und schied dort mit 48,82 m in der Qualifikation aus. 2023 belegte sie bei den Asienmeisterschaften in Bangkok mit 16,02 m den siebten Platz im Kugelstoßen und gelangte im Diskuswurf mit 53,72 m auf Rang fünf. 2025 gewann sie bei den Asienmeisterschaften in Gumi mit 56,48 m die Bronzemedaille im Diskuswurf hinter der Chinesin Feng Bin und Subenrat Insaeng aus Thailand.
In den Jahren von 2017 bis 2019 und von 2021 bis 2024 wurde Kori japanische Meisterin im Kugelstoßen sowie 2022 und 2024 auch im Diskuswurf.

## Persönliche Bestleistungen
- Kugelstoßen: 16,57 m, 8. September 2017 in Fukui
- Diskuswurf: 60,72 m, 3. August 2024 in Kitakyūshū (japanischer Rekord)